# Marie Luise Marschall von Bieberstein
Marie Luise Marschall von Bieberstein, geborene Marie Luise von Gemmingen (* 20. Februar 1862 in Karlsruhe; † 28. Juli 1949 in Schloss Neuershausen) war von 1916 bis 1934 die Vorsitzende des von ihr mitbegründeten „Evangelischen Frauenverbandes für Innere Mission“ in Baden. Sie gründete 1918 die „Evangelisch-Soziale Frauenschule“ in Freiburg, die spätere Evangelische Hochschule Freiburg, und 1925 das erste Müttererholungsheim in Baden.

## Leben
Sie war eine Tochter des badischen Oberhofmarschalls Wilhelm Pleikard Ludwig von Gemmingen (1823–1903) und der Marie von Grävenitz (1837–1873). Sie stammte aus einer jener alten Adelsfamilien im Kraichgau, die schon sehr früh für die Sache der Reformation eingetreten waren.
1887 heiratete sie den wesentlich älteren Adolf Marschall von Bieberstein (1842–1912), der als badischer Gesandter in Berlin tätig war und später zum Staatssekretär im Auswärtigen Amt ernannt wurde. Aus der Verbindung gingen fünf Kinder hervor, darunter der SA-Führer und NSDAP-Politiker Wilhelm Freiherr Marschall von Bieberstein (1890–1935). Marie von Marschall folgte 1897 ihrem Gatten nach Konstantinopel, wo er 15 Jahre lang als deutscher Botschafter wirkte. Freiherr von Marschall starb 1912 unerwartet während eines Kuraufenthaltes in Badenweiler.
Als Witwe wuchs Marie von Marschall, zurückgekehrt nach Neuershausen bei Freiburg, in einen neuen Wirkungskreis hinein. Sie widmete sich kirchlichen Aufgaben und erkannte darüber hinaus mit ihrem Blick für das große Geschehen in der Welt, dass im Zuge des Krieges mancherlei soziale und wirtschaftliche Nöte entstehen würden. Darum erschien ihr ein Zusammenschluss aller einsatzbereiten Frauenkräfte in der Kirche als eine dringende Aufgabe.

## Wirken in der Kirche

2016 wurde 100-jähriges Jubiläum gefeiert

Sie gründete 1916 den „Evangelischen Frauenverband für Innere Mission in Baden“, der alle damals bestehenden Frauenvereine und Frauenverbände einschließlich der Diakonissenmutterhäuser zusammenfassen und zum Dienst in den Gemeinden heranziehen sollte, und war von 1916 bis 1934 die Vorsitzende dieses „Evangelischen Frauenverbandes“. Sie gründete 1918 die „Evangelisch-Soziale Frauenschule“ in Freiburg, die spätere Evangelische Hochschule Freiburg, und richtete 1925 das erste badische Müttererholungsheim „Sonnenhaus“ in Königsfeld ein (bereits 25 Jahre vor der Gründung des Müttergenesungswerks!).
Von 1930 bis 1938 hielt sie sich in Berlin auf und trat währenddessen 1934 vom Vorsitz des Frauenwerks der Evangelischen Kirche in Baden zurück. Bei ihrem Abschied aus der Frauenarbeit schrieb Marie von Marschall in einem Brief: „... Diese Zeilen sollen den Dank bedeuten für alle Hilfe und für alle Liebe, die ich in langen Jahren erfahren durfte. Aber auch die Bitte um Nachsicht. Denn wenn man an einem Lebensabschnitt steht und zurückschaut, wird einem so recht klar, wieviel man versäumt hat, wieviel man hätte besser machen müssen. Der Herr aber, der bisher unsere Arbeit gesegnet hat, Er wolle sich auch in Zukunft dazu bekennen. Er möge es schenken, daß wir in der Volksgemeinschaft, in die wir hineingestellt sind, weiter wirken zu Seiner Ehre und zum Wohl unserer Kirche...“
Nachdem ihr Haus in Freiburg im Breisgau 1944 im Zweiten Weltkrieg zerstört worden war, nahm sie ihren Alterssitz auf Schloss Neuershausen bei Freiburg, wo sie am 28. Juli 1949 starb.